# Bielska Ścieżka nad Reglami
Bielska Ścieżka nad Reglami (niem. Beler Oberer Waldweg, słow. Belianska cesta nad lesom, węg. 	Bélai felső erdei út) – system ścieżek i perci na północnych stokach zachodniej części słowackich Tatrach Bielskich. Ciągnie się od Międzyściennej Przełęczy po Żlebińską Przełęcz, łącząc z sobą następujące doliny: Dolina Międzyścienna, Nowa Dolina, Dolina Hawrania, Dolina Czarnego Potoku, Strzystarski Żleb, Żlebina. Ścieżki powstały dawno, ale są dobrze zachowane i na bieżąco naprawiane. W wielu miejscach bardzo przypominają polską Ścieżkę nad Reglami (np. na odcinku Nowy Żleb – Hawrani Kanion są dokładnie takie same mostki i kładki). Można więc sądzić, że polska Ścieżka nad Reglami była tutaj pierwowzorem.
Od Międzyściennej Przełęczy ścieżka prowadzi w kierunku wschodnim, nieznacznie, lecz nieustannie w górę. Przecina siodełko między Małą Kopką i skalistą granią Niżnich Kominów, Nowy Żleb i Hawrani Kanion. Na zboczu Czarnego Wierchu (wiatrołomy) krzyżuje się ze ścieżką od Drogi Wolności. Bielska Ścieżka nad Reglami pnąc się w górę prowadzi lasem i obrzeżami Pośredniej i Wyżniej Hawraniej Polany, doprowadzając do trawiastej buli u podnóża zachodniej ściany Skrajnego Hawraniego Kopiniaka. Pnie się w górę na Czarne Siodło, stąd schodzi do Doliny Czarnego Potoku. Znów pnie się na przełęcz Stare Siodło, a z niej schodzi do Strzystarskiego Żlebu. Stąd Żlebiną wyprowadza na Żlebińską Przełęcz.
Nazwę ścieżki utworzył W. Cywiński i opisuje jej przebieg w 4 tomie przewodnika Tatry. Odcinki tej ścieżki zaznaczane są na mapach. Ścieżka znajduje się jednak na zamkniętym dla turystów i taterników obszarze ochrony ścisłej Tatrzańskiego Parku Narodowego.